# Циркулаторни систем
Циркулаторни систем, крвни систем или кардиоваскуларни систем је систем органа који омогућава циркулацију крви кроз тело, транспорт хранљивих састојака (као што су аминокиселине и електролити), кисеоника, угљен-диоксида, хормона и крвних ћелија у и из ћелија у телу ради пружања хране и помагања у борби против болести, стабилизацији температуре и pH, и одржавању хомеостазе.
Циркулаторни систем обухвата лимфни систем, кроз који циркулише лимфа. Пролазак лимфе на пример траје много дуже од крви. Крв је течност која се састоји од плазме, црвених крвних зрнца, белих крвних зрнца, и крвних плочица које циркулишу помоћу срца кроз васкуларни систем кичмењака, носећи кисеоник и нутријенте до ћелија и износећи отпадне материјале из свих телесних ткива. Лимфа је есенцијално рециркулисани вишак крвне плазме након што је била филтрирана из ванћелијске течности (између ћелија) и враћена у лимфни систем. Кардиоваскуларни (од латинских речи са значењем „срце” и „посуда”) систем се састоји од крви, срца, и крвних судова. Лимфа, лимфни чворови, и лимфни судови формирају лимфни систем, који враћа филтрирану крвну плазму из интестиналне течности (између ћелија) као лимфу.
Циркулаторни систем крви има две компоненте, системску циркулацију и плућну циркулацију.
Док људи, као и други кичмењаци, имају затворе кардиоваскуларни систем (што значи да крв никад не напушта мрежу артерија, вена и капилара), неке групе бескичмењака имају отворен кардиоваскуларни систем. Лимфни систем, с друге стране, је отворени систем који пружа приступну руту за вишак интерстицијалне течности која се враћа у крв. Примитивнијем, диплобластном животињском разделу недостају циркулаторни системи.
Многе болести утичу на циркулаторни систем. Тиме су обухваћене кардиоваскуларне болести, које утичу на кардиоваскуларни систем, и лимфне болести које утичу на лимфни систем. Кардиолози су медицински стручњаци који се специјализују на срце, а кардиоторични хирурзи се специјализују у операцијама на срцу и околним областима. Васкуларни хирурзи се фокусирају на друге делове циркулаторног система.

## Структура

### Кардиоваскуларни систем
Есенцијалне компоненте људског кардиоваскуларног система су срце, крв и крвни судови. Њиме су обухваћена плућна циркулација, „петља” кроз плућа где долази до оксигенације крви; и системска циркулација, „петља” кроз остатак тела ради пружања оксигенисане крви телу. Исто тако се може сматрати да системска циркулација функционише у два дела – макроциркулација и микроциркулација. Просечна одрасла особа има око 4,7 до 5,7 литара крви, што чини око 7% укупне телесне тежине. Крв се састоји од плазме, црвених крвних зрнца, белих крвних зрнца, и крвних плочица. Такође, систем органа за варење ради са системом за циркулацију како би се обезбедили хранљиви састојци који су потребни систему да би се одржало пумпање срца.
Кардиоваскуларни системи људи су затворени, тако да крв никад не напушта мрежу крвних судова. За разлику од тога, кисеоник и нутријенти се дифузно крећу кроз слојеве крвних судова и улазе у интерстицијални флуид, који носи кисеоник и нутријенте до циљних ћелија, а угљен-диоксид и отпад у супротном смеру. Друга компонента циркулаторног система, лимфни систем, је отворена.

#### Артерије
Оксигенисана крви улази у системску циркулацију кад напушта леву срчану комору, кроз залистак аорте. Први део системске циркулације је аорта, масивна артерија дебелог зида. Аорта премошћава и даје гране која снабдевају горњи део тела, а након пролаза кроз аортни отвор дијафрагме на нивоу грудног десетог пршљена, она улази у абдомен. Касније се спушта и испоручује гране до абдомена, карлице, перинеума и доњих екстремитета. Зидови аорте су еластични. Њихова еластичност помаже у одржавању крвног притиска у целом телу. Када аорта прими готово пет литара крви из срца, она се одскаче и одговорна је за пулсирање крвног притиска. Осим тога, док се аорта грана у мање артерије, њихова еластичност се смањује а њихова усклађеност наставља да се повећава.

#### Капилари
Артерије се гранају у мале пролазе назване артериоле и затим у капиларе. Капилари се спајају да би довели крв у венски систем.

#### Вене
Након њиховог пролаза кроз телесна ткива, капилари се поново спајају у венуле, које настављају да се спајају у вене. Венски систем се коначно спаја у две главне вене: горња шупља вена (грубо говорећи дренира подручја изнад срца) и доња шупља вена (грубо говорећи дренира подручја испод срца). Ова два велика суда се празне у десну преткомору срца.

#### Коронарни судови
Само срце се снабдева кисеоником и храњивим материјама кроз малу „петљу” системске циркулације и користи веома мало од крви садржане унутар четири коморе.

#### Вена порта
Опште правило је да се артерије из срца раздвајају у капиларе, који се спајају у вене, које воде назад до срца. Вене порте су мали изузетак овога. Код људи једини значајни пример је портална вена јетре која се комбинује из капилара око гастроинтестиналног тракта где крв апсорбује разне продукте варења; уместо да води директно назад у срце, портална вена јетре се грана у други капиларни систем у јетри.

#### Срце
Срце пумпа оксигенисану крв до тела и деоксигенисану крв до плућа. У људском срцу постоји једна срчана преткомора и једна срчана комора за сваку циркулацију, и са системском и пулмоналном циркулацијом постоји укупно 4 коморе: лева преткомора, лева комора, десна преткомора и десна комора. Десна преткомора је горња комора десне стране срца. Крв која се враћа у десну преткомору је деоксигенисана (сиромашна кисеоником) и пролази кроз десну комору да би била пумпана кроз плућну артерију до плућа ради реоксигенације и уклањања угљен-диоксида. Лева преткомора прима ново оксигенисану крв из плућа кроз плућну вену, која прелази у јаку леву комору да била пумпана кроз аорту до разних органа тела.
Систем коронарне циркулације пружа доток крви до самог срчаног мишића. Коронарна циркулација почиње у близини почетка аорте са две коронарне артерије: десном коронарном артеријом и левом коронарном артеријом. Након храњења срчаног мишића, крв се враћа кроз коронарне вене у коронарни синус и одатле у десни атријум. Повратни проток крви кроз њен отвор током атријалног систола је спречен помоћу залиска срчаног синуса. Најмање срчане вене одводе директно у срчане коморе.

#### Плућа
Циркулаторни систем плућа је део кардиоваскуларног система у коме се крв лишена кисеоника испумпава из срца, кроз плућну артерију, до плућа и враћа, оксигенисана, у срце кроз плућну вена.
Крв лишена кисеоника из горње и доње велике шупље вене улази у десну преткомору срца и тече кроз троквржични залистак (десни атриовентрикуларни залистак) у десну комору, из које се затим пумпа кроз залистак плућне артерије у плућну артерију до плућа. Размена гасова се одвија у плућима, где се {\displaystyle {\ce {CO2}}} ослобађа из крви, а кисеоник бива апсорбован. Плућна вена враћа сад кисеоником засићену крв у леву преткомору.
Засебни систем познат као бронхијална циркулација напаја крвљу ткиво већих дисајних путева плућа.

#### Системска циркулација
Системска циркулација је порција кардиоваскуларног система која транспортује оксигенисану крв из срца кроз аорту из леве коморе, где је крв била претходно депонована из плућне циркулације, до остатка тела, и враћа крв лишену кисеоника назад у срце.

#### Мозак
Мозак има дуални доток крви која долази из артерија на његовој предњој и задњој страни. То се назива „антериорном” и „постериорном” циркулацијом. Антериорна циркулација произлази из унутрашње каротидне артерије и напаја предњи део мозга. Постериорна циркулација произлази из кичмених артерија, и напаја задњи део мозга и мождано стабло. Циркулација спреда и са леђа се спаја заједно (анастомоза) у Вилисовом артеријском кругу.

#### Бубрези
Бубрежна циркулација прима око 20% срчаног излаза. Она се грана из трбушне аорте и враћа крв у узлазну велику шупљу вену. То је снабдевање крвљу бубрега, чиме је обухваћено мноштво специјализованих крвних судова.

### Лимфни систем
Лимфни систем је део циркулаторног система. То је мрежа лимфних судова и лимфних капилара, лимфних чворова и органа, и лимфног ткива и циркулишуће лимфе. Једна од његових главних функција је да носи лимфу, дренира и враћа интерстицијални флуид назад ка срцу за повратак у кардиоваскуларни систем, путем пражњења у лимфне канале. Његова друга главна функција је у адаптивном имунском систему.

## Улоге крвног система кичмењака
Транспортна улога
Крвни систем има функцију транспортног система:
- кисеоник и хранљиве материје до ћелија у телу
- угљен-диоксид и друге материје које су производи ћелијског метаболизма до плућа и органа за излучивање
- хормоне до органа на које делују
- одводи сувишну воду и регулише  (омогућава хомеостазу)

Заштитна улога
Штити од вирусних и бактеријских инфекција. Ову функцију врше бела крвна зрнца (леукоцити).
Улога у терморегулацији
Остварује се циркулацијом крви кроз кожу. Терморегулација представља способност одржавања сталне телесне температуре, организми који ту способност имају називају се хомеотерми. За разлику од њих, поикилотерми ту способност немају.

## Основне особине
Крвни систем свих кичмењака је затвореног типа — састоји се од затвореног система судова кроз које циркулише крв. Циркулација крви се остварује захваљујући раду срца. Срце лежи у посебном делу целома — перикарду који је обложен делом перитонеума и испуњен течношћу. Крвни судови који доводе крв у срце су вене, док су одводни крвни судови артерије. Артерије и вене се гранају по целом телу на мање судове, образујући на крају мрежу најситнијих капилара, који спајају артерије и вене и затварају круг крвне циркулације. Кроз зидове капилара се врши размена гасова и пролаз хранљивих материја и продуката метаболизма. Извесна количина течности остаје у ткивима и враћа се лимфним судовима у вене.

## Прогресивна еволуција крвног система кичмењака
Прогресивне промене биле су везане са изласком на копно као и са повећањем активности.

### Крвни систем риба
Срце риба састоји се из једне преткоморе и једне коморе која је постављена испред преткоморе — окренута је према напред, у правцу шкрга. Од коморе полази трбушна аорта која носи редуковану крв у шкрге где се она оксидује. Сваки пар шкрга снабдевен је доводним (носе редуковану крв) и одводним (носе оксидовану крв) артеријама. Систем доводне и одводне шкржне артерије сваке поједине шкрге представља аортин лук. Код ембриона се јавља 6 пари аортиних лукова, док код одраслих остају само 4 пара аортиних лукова. Одводне шкржне артерије се са сваке стране тела уливају у леви и десни корен, који се спајају у леђну аорту (носи оксидовану крв). Леђна аорта оксидовану крв разноси по телу. Редукована крв се системом вена враћа у срце. Тако кроз срце риба пролази само редукована крв.
Код ларви водоземаца крвни систем је исти као код риба.

### Промене код сувоземних кичмењака
Преласком на копно редукују се шкрге и јавља плућно дисање па се, услед тога, мења и крвни систем. Те промене се највише огледају у следећем:
- број аортиних лукова се смањује, а остварује се веза са плућима
- срце увек има две преткоморе и једну или две коморе
- крв циркулише у два круга (велики и мали)

#### Крвни систем водоземаца
Срце има две преткоморе и једну комору. У комору доспева како редукована крв из тела тако и оксидована крв из плућа и коже, услед чега долази до њиховог мешања. Код водоземаца се то надокнађује кожним дисањем. Водоземци имају леви и десни аортин лук.

#### Крвни систем гмизаваца
Срце се састоји од две преткоморе и једне коморе. У комори се јавља преграда која је код већине непотпуна и само у извесној мери спречава мешање крви. Постоје два аортина лука: леви и десни, који се иза срца спајају и граде аорту. Из леве половине коморе полази десни лук који носи претежно оксидовану крв, а из десне половине коморе полази леви лук са претежно редукованом крви. Према томе, у аорти се налази мешовита крв. Из десне половине коморе, поред левог лука, полази плућна артерија која носи редуковану крв у плућа на оксидацију. Из плућа се оксидована крв враћа у леву преткомору.

#### Крвни систем птица
Процес одвајања путева оксидоване и редуковане крви је доведен до краја — срце птица је потпуно подељено на леву и десну половину. Срце птица се, дакле, састоји од две преткоморе и две коморе. Осим тога, птице имају само један аортин лук и то десни који полази из леве коморе и наставља се у аорту.

#### Крвни систем сисара
Срце је изграђено од две преткоморе и две коморе. Постоји само леви аортин лук који полази из леве коморе и наставља се у аорту. Аорта разноси оксидовану крв по целом телу. Редукована крв се враћа горњом и доњом шупљом веном у десну преткомору. Из десне коморе полази плућна артерија која редуковану крв носи у плућа на оксидацију. Оксидована крв се плућним венама враћа у леву преткомору срца.
Крв дакле циркулише кроз два круга:
- велики крвоток
- мали крвоток

Велики крвоток почиње у левој комори из које полази аорта. Она разноси оксидовану крв по читавом организму. У ткивима се ћелијама предаје кисеоник, а у крв улази угљен-диоксид. Редукована крв се шупљим венама враћа у десну преткомору срца, а одатле иде у десну комору.
Мали крвоток почиње у десној комори из које полази плућна артерија, која се затим грана на леву и десну артерију које редуковану крв односе у плућа. У плућима се крв оксидује (отпушта се СО2, а прима О2) и враћа плућним венама у леву преткомору.